# ليو غوميز (لاعب كرة قدم)
ليو غوميز هو لاعب كرة قدم برازيلي في مركز الوسط، ولد في 30 أبريل 1997 في فورتاليزا في البرازيل. لعب مع نادي فيتوريا.

## وصلات خارجية
- ليو غوميز على موقع رابطة كرة القدم اليابانية للمحترفين (اليابانية)
- ليو غوميز على موقع قاعدة بيانات كرة القدم.إي يو (الإنجليزية)
- ليو غوميز على موقع Soccerway.com (الإنجليزية)